# Samuel Mützner

Samuel Mützner - autoportret

Samuel Mützner (n. 13 decembrie 1884, București — d. 2 octombrie 1959, București), cunoscut și drept Samys Mützner, a fost un pictor român interbelic de origine evreiască.

## Biografie
Samuel Mutzner s-a născut într-o familie modestă, cu origini evreiești. În perioada 1899-1900 a studiat la Școala de Belle Arte din București cu profesorii Eugen Voinescu, Wladimir Hegel și George Demetrescu Mirea și apoi, timp de 3 ani, la Academia Regală Bavareză de Artă din München cu Karl Raupp, Anton Azbe și Simon Hollósy.
În 1903, la vârsta de 19 ani, Samuel Mutzner a plecat la Paris, unde s-a înscris la Academia Julian, pe care a absolvit-o în 1908, după ce studiase cu Paul Laurens, continuând apoi la Noua academie de pictură (Academie Nouvelle de Peinture) din Alger (1910). Samuel Mützner și-a definit stilul în cei doi ani petrecuți la Giverny, alături de Claude Monet, unde între 1908 și 1910 a pictat peisaje în manieră pointilistă.
În România a expus pentru prima dată în 1906, iar în 1912 a deschis o expoziție la Ateneul Român cu lucrări realizate în Franța și Algeria, pentru ca apoi, în perioada 1912-1918, să călătorească în Tunisia și Japonia unde a stat trei ani, între 1912 și 1915. A ajuns și în Oceania și în America de Sud dar cel mai mult timp a lucrat în Venezuela, la Caracas, unde a stat între 1916 și 1918. În 1918, Samys Mutzner a deschis o expoziție la Caracas. Aici, la „Club Venezuela”, a expus o serie de pânze de format mic, relizate în luna august a anului 1918 pe insula Margarita, în tehnici și proceduri încă necunoscute în rândul artiștilor din Caracas. A părăsit Venezuela în 1919. În timpul șederii sale, a influențat artiști venezueleni reuniți în Cercul de Arte Frumoase (Círculo de Bellas Artes), ca Armando Reverón, Federico Brandt, Rafael Monasterios și Abdón Pinto.
După întoarcerea în țară, în 1923, s-a căsătorit cu pictorița Rodica Maniu, sora poetului Adrian Maniu.
După 1923, Mützner s-a aplecat asupra tematicii țărănești, probabil sub influența soției sale, pictorița Rodica Maniu, preocupată în mod special de problematica vieții în satul românesc. Cei doi au lucrat împreună la Șopârlița, un sat din Oltenia unde se afla reședința familiei Maniu și care a furnizat numeroase motive peisagistice pentru cuplul de artiști. Uneori, același subiect este tratat de amândoi, cu numeroase similitudini, cei doi obișnuind să iasă împreună să picteze în natură.
Din 1937, Samuel Mützner a fost înlăturat treptat din viața publică, iar excluderea sa din Sindicatul Artelor Frumoase în toamna anului 1940, decisă de pictorul legionar Alexandru Bassarab, l-a adus în imposibilitatea de-a expune. După război, situația lui Samuel Mützner a devenit nesigură, deoarece noul regim, considerându-l „burghez”, a început să-i aplice sancțiunile de rigoare.

## Operă
Cel mai vechi tablou din colecția Muzeului de artă Contemporană din Caracas, Venezuela (Museo de Arte Contemporáneo de Caracas) este realizat în 1918 de Samys Mutzner și poartă titlul Paisajes de Macuto (Peisaj din Macuto).
În anii 1920, Casa Capșa obișnuia să-i încredințeze pictorului Samuel Mutzner realizarea grafică a meniurilor. În 2010, la o licitație a fost scos la vânzare un album cu meniuri de la Casa Capșa pentru diverse banchete și reuniuni, cu ilustratii și gravuri semnate de Samuel Mutzner, Poitevin-Skeletti și Protopopescu.
La Café de Paris de pe strada Mihail Vodă din București, deschisă de francezul Aimé Molard, conform unei frumoase invitații semnate de pictorul Samuel Mützner, se putea lua masa, se organizau supeuri după spectacolele de teatru, se programau serate dansante
.
În patrimoniul Muzeului de Artă din Constanța se regăsesc cinci lucrări realizate de pictor: „Pe plajă” (1931), „Vedere din Balcic” (1936), „Peisaj”, „Plase la uscat” și „Portret de femeie”.
În diverse colecții particulare se găsesc picturi ca „Nud in peisaj" (1925), „Surorile" (Fete în grădină, 1926), „Fata cu lalele" (1927), „Scurteica vișinie" (1927), „Culesul viei" (1932), „Case în Sighișoara" (1925-1930), „Crâng" (1932), „Odalisca"(1945), „Pe terasă la Balcic" (1941).
Lucrările sale sunt apreciate de colecționarii români dar prea puțin de către cei din străinătate. Cota lui este în creștere.

## Scandal
În lumea comerțului de artă cu picturi a existat un scandal cauzat de faptului că, deoarece Samuel Mützner avea o cotă mai ridicată, a semnat și tablouri făcute de soția sa, pictorița Rodica Maniu, cu care se căsătorise în 1923.
De asemenea, Samuel Mützner a avut înainte de război o școală particulară de pictură, unde era imitat de elevii săi. Astfel, s-a acumulat un stoc de tablouri realizate de acești imitatori, care au fost lăsate moștenire urmașilor, care le-au pus în circulație ca lucrări originale. 